# سازمان‌های سیاسی و نیروهای مسلح در ویتنام

پرچم لیگ ترمیم ملی ویتنام.

سازمان‌های سیاسی و نیروهای مسلح در ویتنام، از سال ۱۹۱۲:

## ۱۹۴۶– ۱۹۵۴
- حزب سوسیالیست ویتنام، ۱۹۴۶–۸۸، به رهبری Phan Tư Nghĩa (متولد ۱۹۱۰)، Nguyen Xien (1907–1997) ضد فرانسه
- لیگ اتحادیه ملی ویتنام (Hội Liên hiệp quốc dân Việt Nam / Liên Việt)، ۱۹۴۶–۵۱، به رهبری Bùi Bằng Đoàn (1889–1955)، Huỳnh Thúc Kháng، Tôn c Thắng، شامل: Viet Minh، حزب دموکرات از ویتنام، حزب سوسیالیست ویتنام، انجمن تحقیقات مارکسیسم، حزب ملی‌گرای ویتنام و لیگ انقلابی ویتنام (از اوت ۱۹۴۶، گروه جزئی در حزب ملی‌گرای ویتنام و لیگ انقلابی ویتنام). . .
- حزب سوسیالیست دموکراتیک ویتنام، ۱۹۴۶ در Cochinchina، به رهبری Huỳnh Phú Sổ، پس از ضد ویت مین، حزب جمهوری ویتنام
- Bình Xuyên، دارای نیروهای مسلح ضد فرانسوی است (۴۶–۱۹۴۵)، پس از تقسیم، خردسال به ویت مین پیوست (گروه Dương Văn Hà). از سال ۱۹۵۴ گروه طرفدار Bảo Đại و فرانسه از Lê Văn Viễn ضد Ngô Đình Diệm. پس از آن، یک گروه کوچک به ویت کنگ پیوست (گروه Võ Văn Môn).
- حزب سلطنت طلب، تشکیل شده در سال ۱۹۴۵، در آنام (ویتنام مرکزی)
- جنبش مردمی، در تونکین (؟ –۱۹۴۹)
- اتحاد جوانان ملی‌گرای ویتنامی، در Tonkin
- Pays Montagnard du Sud-Indochinois , Fédération Thaï / Pays Taï، Territoire Autonome Nung , Territoire Autonome Muong , Territoire Autonome Tho، … دارای نیروی مسلح در ارتش Bảo Đại یا اتحادیه هندوچین / هندوچین فرانسه، تا ۱۹۵۴
- لیگ کاتولیک ویتنام (Việt Nam Liên đoàn Công giáo)، ۱۹۴۵، به رهبری لو H Lêu Từ (۱۸۹۶–۱۹۶۷)، نگوین من هه، در ۱۹۴۵ و ۱۹۴۶ از جمهوری دموکراتیک ویتنام حمایت کرد. Ngô hnh Diệm لیگ را به جبهه اتحادیه ملی هدایت کرد. شبه نظامیان کاتولیک ضد ویتنام در تونکین، استان بان تره.
- لیگ Cao Đài، به رهبری Phạm Công Tắc، طرفدار ژاپنی، Cường
- گروه بودایی (Tỉnh đồ cư sĩ)، جامعه چینی در خارج از کشور در Cochinchina، طرفدار Bảo Đại
- رالی ملی ویتنام (Việt Nam quốc gia liên hiệp)، ۱۹۴۷ - به رهبری له ون هوچ، سلطنت
- حزب دموکرات هندوچین، ۱۹۴۶–، طرفدار فرانسه
- حزب دموکرات کوچینچین، طرفدار فرانسه، به رهبری نگوین ون تین
- جبهه محبوب هندوچین، طرفدار فرانسه
- جنبش مردمی کوچینچینا، طرفدار فرانسه
- لیگ دموکراتیک، ۱۹۴۷ در کوچینچینا
- مستقلین، ۱۹۴۶، به رهبری هوانگ مین چائو (در شورای ملی)
- حزب رنسانس، ۱۹۵۳–۶۳، ویتنام جنوبی، به رهبری Trn Văn Hương
- حزب سین لائو، ۶۳–۱۹۵۴، ویتنام جنوبی، از Ngô hnh Diệm حمایت می‌کنند

## ۱۹۵۵–۱۹۷۵
- حزب ویتنام بزرگتر جدید، ویتنام جنوبی، ۷۵–۱۹۴۴، به رهبری Nguyễn Ngọc Huy (1990-1924)
- Partyi Việt Cách mạng Đảng (حزب انقلابی ویتنام بزرگ)، ویتنام جنوبی، ۷۵–۱۹۶۵، به رهبری Hà Thúc Ký (۱۹۲۰–۲۰۰۸)
- حزب سوسیال دموکراتیک ملی، ۱۹۶۷–۷۵، در ویتنام جنوبی، به رهبری Nguyễn Văn Thiệu , Nguyễn Văn Ngân
- Việt Nam Nhân xã Cách mạng Đảng، در ویتنام جنوبی، ۱۹۶۷–۷۵، به رهبری Trương Công Cừu، از سال ۱۹۷۰ به چند قسمت تقسیم شده‌است
- حزب پیشرو دن ویت، در ویتنام جنوبی
- ệi Việt Duy dân đảng، در ویتنام جنوبی
- ông Công Nông Việt Nam (حزب دهقانان و کارگران / حزب سین لائو)، در ویتنام جنوبی، ۷۵–۱۹۶۹، به رهبری ترون کوئیچ بوو
- جبهه سوسیال دموکراتیک ملی، ویتنام جنوبی، شامل: حزب دموکرات، ویتنام نهان xã Cách mạng Đảng , Việt Nam Dân chủ Xã hội Đảng، … بلوک طرفدار دولت، ۷۵–۱۹۶۸، به رهبری Nguyễn Văn Thiệu
- ộng Cộng Hòa Xã Hội، اهل کائو آن، در ویتنام جنوبی
- âng Dân Xã، از مسیحیان، در ویتنام جنوبی
- نیروهای آشتی ملی (Lực Lượng Hòa Giải Hòa Hợp Dân Tộc)، در ویتنام جنوبی، به رهبری Vũ Văn Mẫu (1914–98)
- جبهه متحد برای آزادی نژادهای مظلوم، ۱۹۶۴–۹۲، گروه چریکی
- جبهه آزادی بخش ملی برای ویتنام جنوبی (NLF)، ۱۹۶۰ - ژانویه ۱۹۷۷، ارتش آزادیبخش ویتنام جنوبی، به رهبری حزب کارگران ویتنام را دارد
- حزب رادیکال سوسیالیست ویتنام جنوبی، در NLF، ۱۹۶۱–۷۵، به رهبری Nguyễn Văn Hiếu (1922–91)، Nguyễn Văn Tiến
- حزب دموکرات ویتنام جنوبی، در NLF، از زمان حزب دموکراتیک ویتنام (تأسیس ۱۹۴۴) - ۱۹۷۵، به رهبری ترون بوو کیوم (متولد ۱۹۲۱)، هوان تون پات، تقسیم شده‌است
- حزب انقلابی خلق ویتنام جنوبی، در NLF، ۱۹۷۲–۷۵ به رهبری کمیته مرکزی حزب کارگران ویتنام، رئیس: Võ Chí Công، دبیرکل: Nguyễn Văn Linh، شاخه جنوبی حزب کارگران ویتنام بود
- اتحاد نیروهای ملی، دموکراتیک و صلح ویتنام (Liên minh các Lực lượng Dân tộc, Dân chủ và Hòa bình Việt Nam)، ۱۹۶۸، به رهبری Trịnh Đình Thảo (1901–86)، جبهه میهن میهن ویتنام را ادغام کرد، جبهه آزادی بخش ملی ویتنام جنوبی ۱۹۷۷

## ۱۹۷۵ – تاکنون
- جبهه متحد ملی برای آزادی ویتنام، ۱۹۸۲–۸۷، دارای نیروهای مسلح، Hoàng Cơ Minh، یک سازمان غیرقانونی توسط دولت ویتنام است.
- جبهه نیروهای میهن‌پرست برای آزادی ویتنام (Mặt trận Thống nhất các Lực lượng Yêu nước Giải phóng Việt Nam)، ۱۹۸۰–۸۴، Lê Quốc Túy و Mai Văn Hạnh دارای یک نیروی مسلح بودند، یک سازمان غیرقانونی توسط دولت ویتنام است